# Tadeusz Lewicki (inżynier)
Tadeusz Lewicki (ur. 7 września 1901 w Stanisławowie, zm. 3 listopada 1953 we Wrocławiu) – polski inżynier, specjalista w zakresie konstrukcji maszyn.

## Życiorys
Po ukończeniu stanisławowskiego gimnazjum klasycznego w 1919 rozpoczął studia w grupie konstrukcyjnej na Wydziale Mechanicznym Politechniki Lwowskiej. Od 1924 praktykował w warsztatach Polskich Kolei Państwowych, we wrześniu 1926 został kierownikiem montażu w lwowskich Zakładach Mechaniczno-Kotłowych i pracował tam do maja 1928. W lipcu 1928 rozpoczął pracę konstruktora w Miejskiej Kolei Elektrycznej i pracował tam do maja 1938. Równocześnie od 1929 przez sześć lat był asystentem-wolontariuszem prof. Władysława Rubczyńskiego, odbył studia praktyczne w zakresie łożysk i napędów pasowych, a następnie w 1935 obronił dyplom inżyniera-mechanika. W maju 1939 wyjechał do Warszawy i rozpoczął pracę jako starszy konstruktor wagonów motorowych w zakładach Lilpop, Rau i Loewenstein, był tam zatrudniony do 4 września 1939 kiedy to został zmobilizowany do walki w kampanii wrześniowej. Był dowódcą kompanii baonu samochodowego we Lwowie, do rezerwy przeszedł 18 września. Pomiędzy czerwcem 1940 a grudniem 1941 był kierownikiem biura konstrukcyjnego "Cegielski", równocześnie od września 1941 do marca 1942 był nauczycielem w Szkole Budowy Maszyn im. Wawelberga i Rotwanda. W 1942 został wykładowcą w tajnej Politechnice i wykładał tam do czerwca 1944. Pięć miesięcy później został szefem kancelarii kwatermistrza 47 Pułku Artylerii Haubic 7 Brygady 2 Łużyckiej Dywizji Artylerii Ludowego Wojska Polskiego i pełnił tę funkcję do września 1945, kiedy to został przeniesiony do rezerwy na wniosek Ministra Oświaty, a następnie rozpoczął pracę wykładowcy Maszynoznawstwa Ogólnego na Wydziale Mechanicznym Politechniki Warszawskiej. Równocześnie był zatrudniony jako naczelnik Wydziału Przemysłu Maszynowego w podlegającym Ministerstwu Przemysłu Centralnym Zarządzie Przemysłu Metalowego. Od listopada 1947 kierował działem konstrukcyjnym w Biurze Inżynieryjno-Metalowym w Warszawie, 31 sierpnia 1948 opuścił Warszawę i zamieszkał we Wrocławiu. Został zastępcą profesora w Katedrze Elementów Maszyn Wydziału Mechanicznego Politechniki Wrocławskiej, a od sierpnia 1949 był organizatorem a następnie kierownikiem Oddziału Instytutu Konstrukcji Metalowych. 
Został pochowany na wrocławskim cmentarzu św. Wawrzyńca.

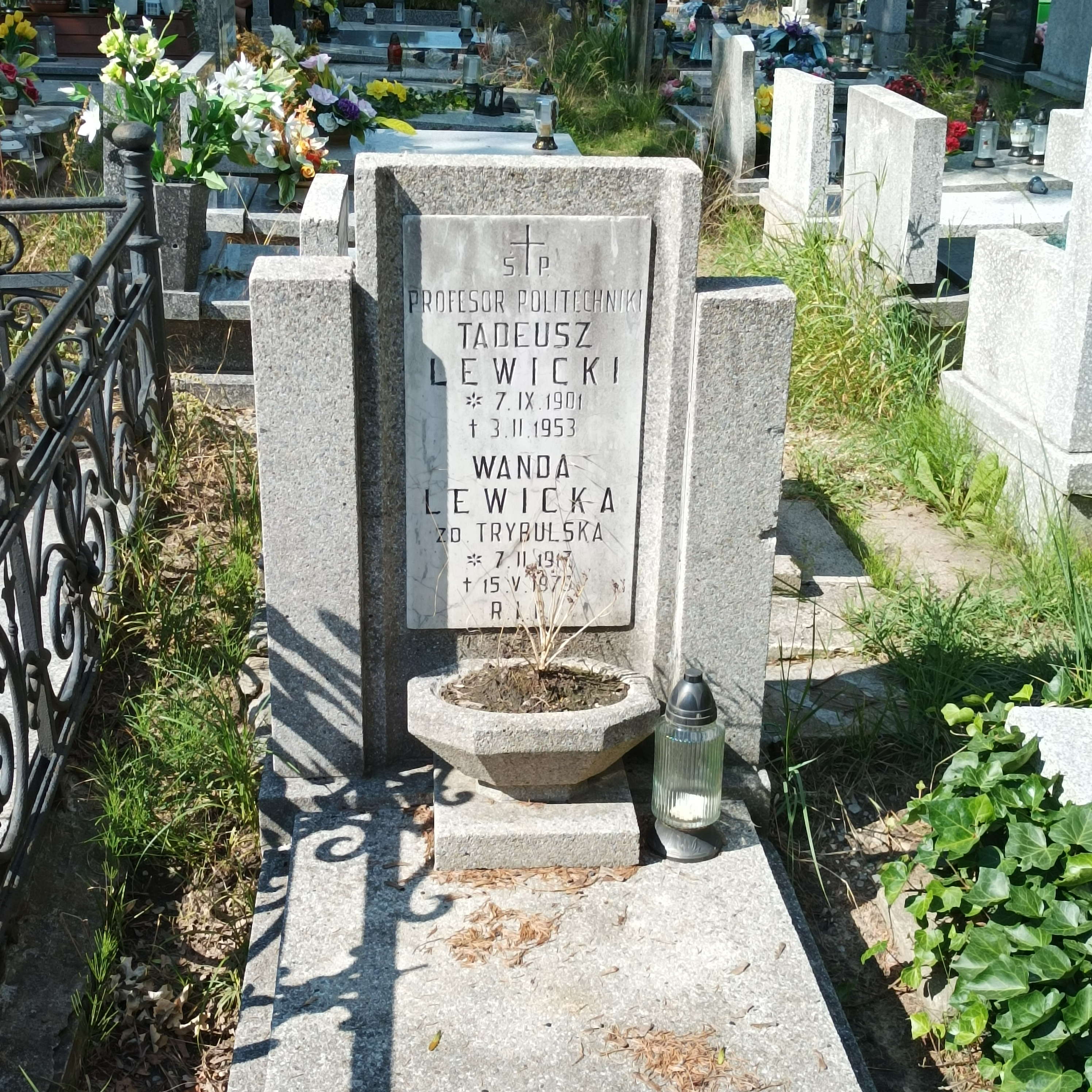
Grób prof. Tadeusza Lewickiego na cmentarzu św. Wawrzyńca we Wrocławiu

## Publikacje
- Podręcznik Inżynierski, rozdziały Maszyny budowlane, Samochody przemysłowe i gospodarcze /1936/;
- Programy dla liceów mechanicznych (zlecenie Wydziału Szkolnictwa Departamentu Kadr Ministerstwa Przemysłu /1947, 1948/;
- Rysunki z maszynoznawstwa – atlas /1949/;
- Części maszyn – podręcznik dla gimnazjum mechanicznego (zamówienie Instytutu Wydawniczego SIMP) /1950/;
- Elementy maszyn, Połączenia, Łożyskowanie, Napędy – atlas, pomoc naukowa dla Wydziału Mechanicznego i Elektrycznego Politechniki /1951/;